# Корниљија (Ла Специја)
Корниљија је насеље у Италији у округу Ла Специја, региону Лигурија.
Према процени из 2011. у насељу је живело 239 становника. Насеље се налази на надморској висини од 84 м.